# Spes aedificandi
Spes aedificandi ("Esperança de Construir" em latim) é uma carta apostólica em forma de Motu Proprio do Papa João Paulo II de 1 de outubro de 1999, proclamando os santos: Brígida da Suécia, Catarina de Sena e Teresa Benedita da Cruz (Edith Stein), co-padroeiras da Europa.

Depois de ter anunciado previamente os patronos do Velho Continente, São Bento de Núrcia por Paulo VI em 1964, durante as deliberações do Concílio Vaticano II e dos Santos Cirilo e Metódio por João Paulo II em 1980, o Papa decidiu adicionar patronas mulheres. A carta enfatiza o papel das mulheres na história da Igreja e da Europa. João Paulo II relembrou as biografias dos três novos patronos.